# 四日市市立常磐西小学校
四日市市立常磐西小学校（よっかいちしりつ ときわにししょうがっこう）は、三重県四日市市常磐地区にある公立小学校。

## 沿革
- 1973年（昭和48年）
  - 3月 - 校舎を着工[1]。
  - 4月1日 - 四日市市立常磐小学校内に開校[1]。
  - 11月 - 校舎を落成[1]。
  - 12月 - 現在地へ移転[1]。
- 1974年（昭和49年）
  - 1月 - 校旗を制定[1]。
  - 1月17日 - 開校式を挙行[1]。
  - 7月 - 体育館を落成[1]。
- 1975年（昭和50年）5月 - 校歌を発表[1]。
- 1976年（昭和51年）6月 - プールを落成[1]。
- 1978年（昭和53年）6月 - 体育館を落成[1]。
- 1985年（昭和60年）6月 - 鉄筋コンクリート造3階建ての普通教室棟を落成[1]。
- 1987年（昭和62年）3月 - 花木園（学校園）を設置[1]。
- 1991年（平成3年）4月 - 文部省より生活科協力校に指定[1]。
- 1994年（平成6年）10月 - 新管理棟を落成[1]。
- 1995年（平成7年）4月 - 障害児学級「やまびこ学級」を開設[1]。
- 2000年（平成12年）8月 - やまびこ学級を増設[1]。

## 学区
- 四日市市
  - 大井手1-3丁目、松本1-6丁目、ときわ3・4丁目、大井手町、松本町、青葉町、西松本町、南松本町
  - 西日野町（一部）
  - 東日野町（一部）

出典：

## 進学先の中学校
- 四日市市立常磐中学校（四日市市大字松本）[2]

## 周辺
- 四日市市立常磐中学校
- 鹿化川
- KOKKO保育園